# José María Sánchez Borbón

## Biografía
José María Sánchez Borbón (Isla Solarte, 25 de julio de 1918-Ciudad de Panamá, 8 de noviembre de 1973) fue un importante escritor panameño.
Nacido en la isla Solarte, en el archipiélago de Bocas del Toro, en el hospital de la United Fruit Company. el 25 de julio de 1918. Sus estudios primarios los realizó en San José, Costa Rica, de donde era oriunda su madre. En 1938 se graduó del Instituto Nacional de Panamá como Bachiller en Letras, y luego como abogado en la Universidad de Panamá. Trabajó en los negocios de su padre en Bocas del Toro durante la década de 1940 y 1950, y luego con el gobierno de Panamá de 1956 a 1968. Durante la década de 1960 fue embajador en Colombia y en Argentina.
Sus cuentos, algunos de los cuales fueron traducidos al alemán, francés, inglés y ruso, son de especial importancia para la literatura panameña. Desde 1937, cuando empezó a publicar sus ficciones, "mostró la validez de lo social" al igual que los temas regionales del país, en una época en que la literatura nacional de Panamá se orientaba hacia el vanguardismo.

## Obra
- Tres cuentos (Panamá, 1946)
- Shumió-Ara (Panamá, 1948)
- Cuentos de Bocas del Toro (Publicación póstuma, Panamá, 1994)

## Premios literarios
- Primer premio, Concurso Literario de Navidad de La Estrella de Panamá 1947, con el cuento Embrujos de navidad
- First Prize, Concurso Literario de Navidad de La Estrella de Panamá 1948, con el cuento Una aclaración necesaria

## Legado
- 1.° de junio, Día de la Literatura en la provincia de Bocas del Toro[4] - Para celebrar la vida y obra literaria de José María Sánchez y Guillermo Sánchez Borbón
- Premio Nacional de Cuento "José María Sánchez"[5] - Celebrado anualmente por la Universidad Tecnológica de Panamá desde 1996 para premiar el mejor libro de cuentos